# Abraxas postmarginata
Abraxas postmarginata är en fjärilsart som beskrevs av Rayner 1923. Abraxas postmarginata ingår i släktet Abraxas och familjen mätare. Inga underarter finns listade i Catalogue of Life.